# دیوید جان آلفرد کلینز
دیوید جان آلفرد کلینز (انگلیسی: David J. A. Clines; ۲۱ نوامبر ۱۹۳۸ – ۸ دسامبر ۲۰۲۲) استاد در زمینه کتاب مقدس در دانشگاه شفیلد  اهل سیدنی در استرالیا بود.